# Callopistria cyclopis
Callopistria cyclopis là một loài bướm đêm trong họ Noctuidae.